# Москано
Москано (итал. Moscano) насеље је у Италији у округу Анкона, региону Марке.
Према процени из 2011. у насељу је живело 65 становника. Насеље се налази на надморској висини од 452 м.